# 張娟娟
張娟娟（ジャン・ジュエンジュエン、ピン音：Zhāng Juānjuān、1981年1月2日 - ）は、中国の山東省青島市出身の女子アーチェリー選手。
2004年アテネオリンピックに参加した。ランキングラウンドでは72射で663点を獲得し、全体で5位につけた。1回戦ではフランスのオーロラ・トラヤンに135-122で勝利、2回戦ではポーランドのイウォナ・マルチンキエビッチに勝利したものの、銅メダルを獲得するランキングラウンド21位のイギリスのアリソン・ウィリアムソンに165-161で敗れ10位に終わった。
2008年北京オリンピックではランキングラウンドで635点を獲得し、27位と低調に終わった。1回戦ではウクライナのタチアナ・ベレズナに109-97で勝利し、2回戦はアテネオリンピック団体銅メダリストのランキングラウンド6位の強敵、台湾の袁叔キに110-105で勝利した。3回戦は2008年のアーチェリーワールドカップで2位だったロシアのナタリア・エルディニエワに110-98で勝利し、4回戦で韓国の朱賢貞に106-101で勝利しベスト8を決めた。準決勝は2006年のアジア競技大会で優勝した韓国の尹玉姫に115-109で勝利した。彼女が記録した115点は相手の尹玉姫が以前に記録したオリンピックレコードを更新することになった。決勝の相手も韓国の朴成賢でこの種目のアテネに続いてこの種目の2連覇を狙っていたが、僅差の試合をものにし、110-109のの1点差で勝利し、1984年ロサンゼルスオリンピックから続いていた韓国人の金メダルを阻止することになった。
団体戦には陳玲と郭丹と参加し、ランキングラウンドで635を獲得、韓国、イギリスに続いた3位につけた。シード権を獲得したため初戦となる準々決勝では211-206でインドに勝利し、準決勝でもイギリスに208-202で勝利し、決勝に駒を進めた。決勝の相手はこの競技が始まった1988年ソウルオリンピックから全部金メダルを獲得している韓国で、中国チームは今までの試合で最高となる215点をたたき出したものの相手は224点で銀メダルに終わった。